# Personaggi di Shin Chan
Questa è una lista dei personaggi del manga e anime Shin Chan.

## Principali

### Famiglia Nohara

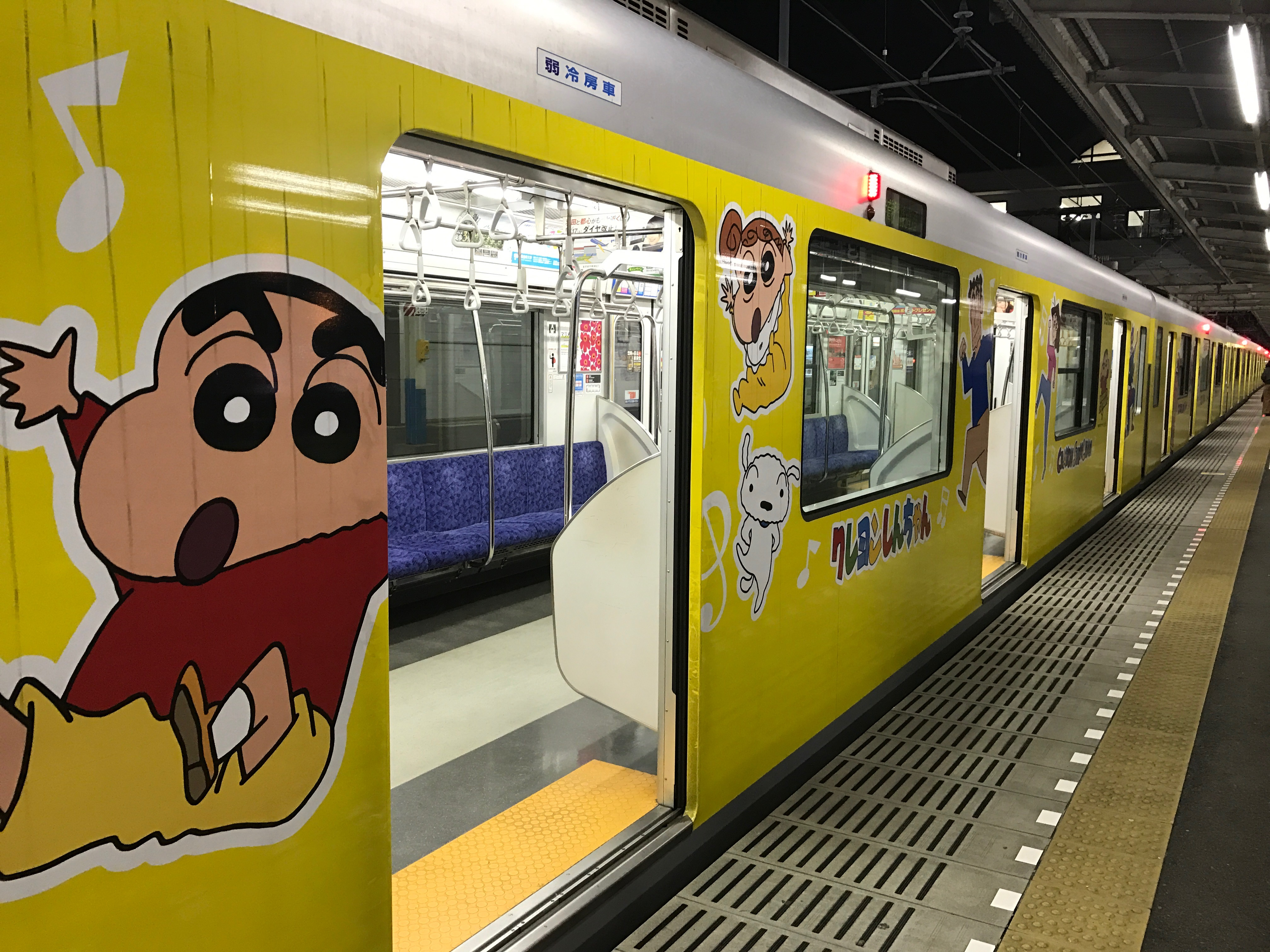
Treno con diversi personaggi, da sinistra a destra: Shinnosuke, Himawari e Shiro, Hiroshi e Misae.

#### Shinnosuke Nohara
Shinnosuke Nohara (野原 しんのすけ?, Nohara Shinnosuke), chiamato comunemente "Shin-chan" (しんちゃん?, Shin-chan, trad. piccolo Shin) o "Shin" (しん?, Shin), è il protagonista. Ha 5 anni, figlio di Hiroshi e Misae Nohara e fratello maggiore di Himawari. Vive a Kasukabe e frequenta l'asilo Futaba (ふたば幼稚園?, Futaba Yōchien), nella classe dei girasoli (ひまわり?, Himawari). Passa il suo tempo guardando la TV, ed in particolare le sue serie preferite "Ragazzo mascherato" (アクション仮面?, Action Kamen) e e Psyco robotico/Robot svalvolato (カンタムロボ?, Kantam Robo), mostrando il sedere in giro per la città e facendo scherzi,  battute e balletti. Ama smisuratamente le donne. Dice sempre la verità sulle persone, anche davanti a queste. Questo è uno dei motivi per il quale viene sgridato dai genitori, dato che spesso questa sua onestà tende a far notare i difetti degli individui. È perdutamente innamorato di Nanako Ohara (大原ななこ?, Ohara Nanako), una studentessa universitaria di vent'anni. Il personaggio è tanto celebre da essere stato nominato cittadino ufficiale della vera Kasukabe il 1º luglio 2004. È doppiato in originale da Akiko Yajima (1992-2018) e Yumiko Kobayashi (dal 2018), mentre in italiano da Massimo Corizza (1º ciclo di trasmissione), Monica Bertolotti (2º ciclo).

#### Hiroshi Nohara
Hiroshi Nohara (野原 ひろし?, Nohara Hiroshi) è il padre di Shinnosuke. Hiroshi aveva 28 anni quando lui e Misae si fidanzarono. A quel tempo era molto timido e non trovava il coraggio, ma alla fine sarà lei a dichiararsi a lui. Hiroshi ha successivamente chiesto a Misae di sposarla sul binario 3 della stazione. Fa l'impiegato. Ha in comune col figlio la passione per le donne, ed è per questo che spesso litiga con Misae, dato che non è quello che si potrebbe definire un marito fedele, in quanto è spesso oggetto di dichiarazioni d'amore da parte delle sue colleghe di lavoro, da lui ricambiate. Con Shin ha un rapporto migliore di quello che il ragazzo ha con Misae, ma spesso e volentieri vorrebbe restare senza problemi e quindi senza di lui. Misae lo chiama "coniglietto" mentre Shin lo soprannomina papozzo, Tō-chan (父ちゃん?) in originale. È doppiato in originale da Keiji Fujiwara (1ª voce) e Toshiyuki Morikawa (dal 2016), mentre in italiano è doppiato da Oliviero Dinelli (1º ciclo di trasmissione) e Francesco De Francesco (2º ciclo).

#### Misae Koyama
Misae Koyama (小山 みさえ?, Koyama Misae), coniugata in Nohara, è la madre di Shinnosuke. È una casalinga nevrotica. Passa il tempo a rimettere in ordine la casa. Misae è ogni giorno sempre più esaurita e despota nei confronti del marito Hiroshi. Sempre a caccia di offerte speciali al supermercato, ogni mattina è costretta affannosamente ad accompagnare Shinnosuke all'asilo in bicicletta perché lo stesso si sveglia sempre tardi. È molto amica della vicina di casa, la signora Kitamoto (Fujita e Fokokomoto rispettivamente nel 1° e 2° ciclo di trasmissione italiana), e di Keiko Honda (本田 ケイコ?, Honda Keiko), una conoscente, e insieme spettegolano sempre, ma, quando non c'è lei, le due spettegolano proprio su Misae. Hiroshi la chiama "scoiattolina". Il suo attore preferito è Richard Gere. Una delle sue sorelle Musae si trasferisce a casa loro per un breve periodo. Shin tratta sempre sua madre con disprezzo chiamandola, nell'edizione italiana, "mammolita", "mammola" e "Mitsy" (a Misae non piace essere chiamata in quest'ultimo modo, tanto da rispondere infuriata "Non chiamarmi Mitsy" alle parole del figlio), mentre in originale Kaa-chan (母ちゃん?, Kaa-chan). Ai guai combinati dal figlio, lei ricambia sempre con gli "sbernoccoli", dei colpi in testa molto forti che, dopo essere stati ricevuti, lasciano il segno di mastodontici bernoccoli (da qui il nome sbernoccolo). È per questo motivo che ogni tanto Shin chiama la madre "sbernoccolatrice". È doppiata in originale da Miki Narahashi, mentre in italiano è doppiata da Francesca Draghetti (1º ciclo di trasmissione) e da Micaela Incitti (2º ciclo).

#### Himawari Nohara
Himawari Nohara (野原 ひまわり?, Nohara Himawari) è la sorella minore di Shin, col quale va molto d'accordo, nonché figlia di Hiroshi e Misae. La notizia dell'imminente nascita della bambina viene data nell'episodio Novità in famiglia. La nascita avviene in La nascita di Himawari!, in Italia mandato in onda nel 2° ciclo di trasmissione, benché la si fosse già vista molte volte negli episodi del 1° ciclo. Eredita dal fratello alcune caratteristiche come i frequenti ridacchi. La si vede maturare di carattere durante la serie. Infatti quando Himawari avrà 12 anni e sarà alle medie la si vedrà prendere ottimi voti in pagella al contrario del fratello ormai diciassettenne. Il suo nome è stato scelto in un episodio inedito in Italia. È stato scelto con un gioco: quello degli aeroplanini. Ciascuno dei componenti della famiglia Nohara hanno scritto su di un pezzo di carta a testa un nome che a loro piaceva, lo hanno trasformato in aeroplanino e fatto a gara a chi stava più in aria. Ha vinto quello di Shin che riportava, appunto, Himawari. Il nome significa "girasole" e Shin lo ha scelto perché nell'asilo Futaba (ふたば幼稚園?, Futaba Yōchien) lui sta nella classe dei girasoli (ひまわり?). È doppiata in originale da Satomi Kōrogi, mentre in italiano è doppiata da Letizia Ciampa in entrambi i cicli di trasmissione.

#### Shiro
Shiro (シロ?) è il cane di casa Nohara di colore bianco (il suo nome in giapponese significa proprio "bianco"). È stato trovato da Shinnosuke e dai suoi amici per la strada e proprio Shin lo ha portato a casa con sé. Spesso Shin dimentica di dargli da mangiare e Misae è costretta a farlo al suo posto. Shiro è molto intelligente. È un bravo cane, obbediente ed educato. Sembra quasi sempre stanco o terrorizzato. Shin-chan è molto affezionato a lui ed il sentimento è reciproco. I due giocano sempre insieme, spesso a nascondino, divertendosi molto. Nella versione originale è doppiato da Mari Mashiba, già doppiatrice di Kazama. Nell'edizione italiana del secondo ciclo di trasmissione è doppiato da Massimo Corizza, già doppiatore di Shinnosuke nel primo ciclo.

### Compagni/amici di Shinnosuke

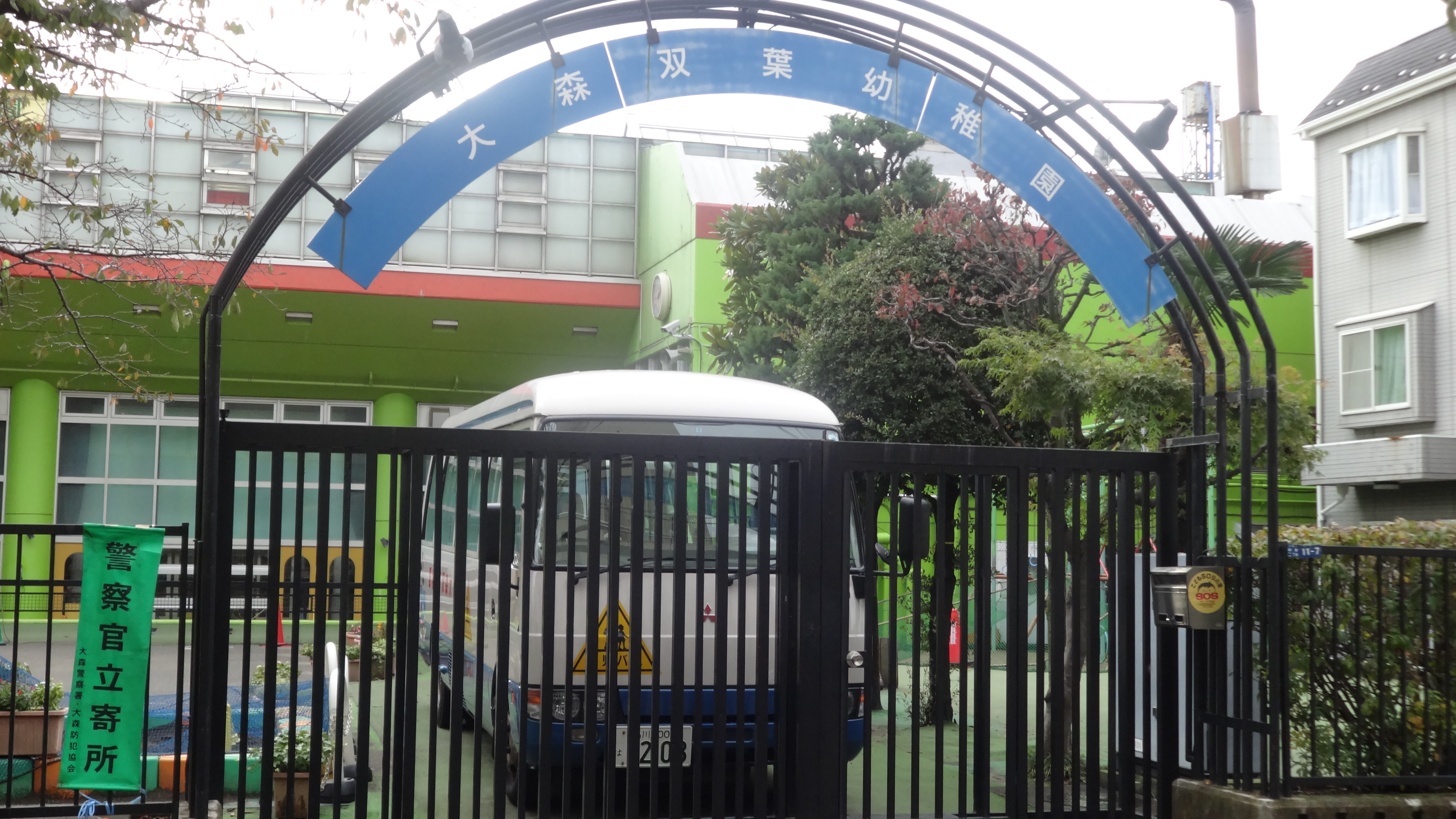
Futaba Kindergarten

I seguenti personaggi frequentano insieme a Shin l'asilo Futaba (たば幼稚園?, Futaba Yōchien) e fanno parte della "classe dei girasoli" (ひまわり組?, himawari kumi).

#### Tōru Kazama
Tōru Kazama (風間 トオル?, Kazama Tōru) è un amico/rivale di Shin. È molto intelligente, sempre educato e garbato. Shin si diverte a fargli perdere le staffe. Sua madre è contraria ad ogni forma di dimostrazione di affetto e ritiene che il figlio debba essere un uomo fin da bambino, mentre il padre non è quasi mai a casa per dei viaggi di lavoro. È doppiato in originale da Mari Mashiba mentre in italiano è doppiato da Davide Lepore.

#### Nene Sakurada
Nene Sakurada (桜田 ネネ?, Sakurada Nene) è un'impavida amica di Shin. È l'unica femmina del gruppo di amici di Shin finché non subentra nella serie Ciòunglobulo Blu (Ai Suotome). Adora giocare a "casa mia casa mia", dove si recita una vita da genitori, insieme al resto della banda. È la figlia di Moeko Sakurada, la quale non sopporta i Nohara, e di un padre del quale non viene mai rivelato il nome che, al contrario della moglie, non nutre odio per i Nohara. È doppiata in originale da Tamao Hayashi, mentre in italiano è doppiata da Francesca Manicone.

#### Masao Sato
Masao Sato (佐藤 マサオ?, Satō Masao) è l'amico pauroso di Shin. È sempre impaurito da tutto. È timido con le ragazze. È sempre gentile e garbato. Nell'edizione italiana, Masao ha un difetto di pronuncia della S, che pronuncia come fosse una Z. Masao è innamorato di una sua compagna, Ciòunglobulo Blu, entrata a scuola a serie avanzata. Tutti i ragazzi della scuola sono infatuati di lei, tranne Shinnosuke. Paradossalmente, Ciòunglobulo Blu ama solo Shinnosuke e, di conseguenza, non considera neanche Masao. È doppiato in originale da Mie Suzuki, mentre in italiano è doppiato da Davide Perino.

#### Boo
Boo (ボー?, Bō) è un amico di Shin. È sempre inespressivo. È caratterizzato da una testa a forma d'uovo e da una stalattite di muco che gli penzola perennemente dal naso. Parla poco, ma quando lo fa si può sentire la sua voce scura ma allo stesso tempo infantile. Il personaggio ripete spesso nella serie il suo nome nei momenti più disparati. Quasi sempre appare con lo stesso abito, composto da una maglia gialla e pantaloni verdi. Nonostante l'aspetto non lo dia a vedere, è uno dei personaggi più intelligenti della serie. È doppiato in originale da Chie Satō, mentre in italiano è doppiato da Stefano Crescentini.

#### Ciòunglobulo Blu
Ciòunglobulo Blu, o Ai Suotome (酢乙女 あい?) nell'edizione originale, è una nuova amica di Shin-chan. Entra a serie avanzata. Proviene da una famiglia molto ricca e ha scelto di iscriversi all'asilo Futaba di Kasukabe perché, tirando una freccetta sulla mappa del Giappone, ha colpito Kasukabe. La si vede sempre girare in un limousine nera con una guardia del corpo, Seminaci (nell'edizione originale Kuroiso (黒磯?)). Molti ragazzi si innamorano di lei, tranne Shin-chan, che è però l'unico ragazzo che ama Ciòunglobulo. Masao è molto innamorato di lei, ma Ciòunglobulo non rivolge quasi mai l'attenzione su di lui. È doppiata in originale da Ayako Kawasumi, mentre in italiano è doppiata da Emanuela Damasio.

### Corpo scolastico

Il corpo scolastico dell'asilo Futaba: da sinistra a destra vi sono Masumi Ageo, Midori Yoshinaga, Ume Matsuzaka e Enchiyou

#### Midori Yoshinaga
Midori Yoshinaga (よしなが みどり?, Yoshinaga Midori) è un'insegnante dell'asilo frequentato da Shin, nonché sua maestra nella "classe dei girasoli" (ひまわり組?, himawari kumi). A serie avanzata si sposa con Tigiuro Sotuodaogi (Jun'ichi Ishizaka in originale) e in episodi inediti in Italia, i due avranno anche un bambino, Momo Ishizaka (石坂 桃?, Ishizaka Momo). È la rivale di Ume Matsuzaka, altra insegnante, e litiga con lei diverse volte, anche davanti ai bambini. Nonostante il preside Enchiyou le calmi, le due riprendono a litigare dopo poco tempo. È doppiata in originale da Yumi Takada (fino all'ep. 682) e da Haruhi Terada (dall'ep 685), mentre in italiano è doppiata da Valentina Mari.

#### Ume Matsuzaka
Ume Matsuzaka (松坂 梅?, Matsuzaka Ume) è un'insegnante dell'asilo frequentato da Shin, ma diversamente da Midori non è una sua insegnante bensì l'insegnante dell'altra sezione dell'asilo, la "classe delle rose" (ばら組?, bara kumi), e per questo è felice, anche se, suo malgrado, incontra spesso il gruppetto. In classe ha quelli che, a suo dire, sono gli alunni migliori dell'istituto. Ume è rivale di Midori e le due sono sempre pronte a insultarsi a vicenda, anche davanti ai loro studenti. Ume ha raccontato a Midori, per farla ingelosire, che conduce un'ottima vita sociale e che risiede in una lussuosa villa, ma in realtà ha un piccolo appartamento ed è sempre sola. Il preside Enchiyou calma quasi sempre le due maestre quando si arrabbiano, anche se le due ricominciano a litigare dopo poco tempo. Odia i bambini, anche se fa l'insegnante, soprattutto quelli di cinque anni. Ha due sorelle più vecchie di lei, Matsu Matsuzaka (まつざか松?, Matsuzaka Matsu) e Take Matsuzaka (まつざか竹?, Matsuzaka Take) e una gattina bianca che lei ha chiamato palla di pelo. In episodi inediti in Italia, la signorina Matsuzaka non compare perché è all'ospedale. Il suo posto è preso da Masumi Ageo, che rimarrà anche quando Ume torna a insegnare. È doppiata in originale da Michie Tomizawa, mentre in italiano è doppiata da Francesca Guadagno.

#### Signorina Ageo

Gli occhiali del direttore

Masumi Ageo (上尾 ますみ?, Ageo Masumi, in Italia chiamata solo Signorina Ageo) è un'insegnante dell'asilo frequentato da Shin. Inizialmente in sostituzione della signorina Matsuzaka, prende poi un posto fisso nell'asilo quando torna Ume, insegnando nella "classe dei ciliegi" (さくら組?, sakura kumi). Masumi è sempre timida e per questo fatica a parlare con tanti bambini insieme, cosa normale in una scuola. Masumi è sempre calma, ma cela un segreto: quando si toglie gli occhiali diventa molto violenta, facendo la parodia di un personaggio di Dragon Ball, Lunch. È innamorata di Seminaci (Kuroiso), la guardia del corpo di Ciòunglobulo Blu (Ai Suotome). Il suo vestito, composto da pantalone bianco e maglia azzurra, è la copia di uno di quelli spesso indossati da Misae Koyama. È doppiata in originale da Kotono Mitsuishi.

#### Enchiyou
Enchiyou (園長?, Enchō), il cui nome reale è Bunta Takakura (高倉 文太?, Takakura Bunta), è il preside dell'asilo frequentato da Shin. Il suo aspetto lo fa sembrare un boss mafioso sotto copertura (nell'edizione originale viene invece scambiato da Shin per un membro della Yakuza), ma non è così. Per tale motivo si arrabbia quando Shin lo chiama Padrino (組長?, Kumichō). Porta sempre degli occhiali scuri ed ha, nella versione italiana, un forte accento siciliano. In realtà, Enchiyou è di origini svedesi. Non ha mai voluto fare il lavoro che svolge, e dà la colpa di doverlo fare alla madre che non lo ha mai capito, visto che era completamente sorda. In realtà, Enchiyou voleva fare l'attore. Oltre a fare il direttore della scuola, guida anche il pullman della stessa. È sposato con Yugar Katama. Come il marito, anche lei, nell'edizione italiana del secondo ciclo di trasmissione, ha un accento siciliano, mentre nel primo ne è priva. È il direttore didattico del Futaba e spesso la si può vedere all'interno dell'asilo. In quattro episodi editi in Italia nel secondo ciclo di trasmissione, Enchiyou si maschera da un supereroe chiamato "Edukatorman" (エンチョーマン?, Enchōman). Il fatto è, però, scoperto facilmente da Shin, che diventa da quel momento il suo assistente "Piglio e scompiglio". Shin stesso però rivela la doppia identità del direttore al resto dell'asilo. In conseguenza a ciò, le maestre ed alcuni bambini si mettono ad emulare Enchiyou, trasformandosi in supereroi e creando lo scompiglio più totale. È doppiato in originale da Rokurō Naya, mentre in italiano è doppiato da Fabrizio Temperini.

## Ricorrenti

### Personaggi dei programmi TV che guarda Shin

#### Ragazzo mascherato
Ragazzo mascherato (アクション仮面?, Akushon Kamen) è il protagonista di un omonimo programma che guarda Shin. È un semplice cittadino, ma quando la situazione lo richiede si trasforma in supereroe, prendendo il nome di Ragazzo mascherato. Le avventure del Ragazzo mascherato sono una parodia di quelle viste nella serie televisiva giapponese Kamen Rider; inoltre, molte mosse del protagonista sono parodie di quelle usate dai guerrieri della serie Dragon Ball. È doppiato da Tesshō Genda.
Ha un'aiutante, Mimiko Sakura (サクラ桜 ミミ子?, Sakura Mimiko), in Italia chiamata soltanto Mimiko, di soli 11 anni.
Nell'adattamento statunitense, il suo nome è Loli Pop, derivato dal termine inglese per lecca lecca, ovvero lollipop.
Il Ragazzo mascherato spesso si deve battere contro il cattivo per eccellenza delle sue storie. Il nome italiano di questo antagonista è Fudìni (Parodia di Houdini), mentre in America è chiamato Hitlerclone (trad. "Copia di Hitler").

#### Robot svalvolato
Robot svalvolato (カンタムロボ?, Kantamu Robo) è il protagonista di un altro omonimo programma che guarda Shin. Combatte anche lui contro il male. In Italia viene chiamato Psyco robotico nel primo ciclo di trasmissione e Robot svalvolato nel secondo. Il nome Kantam è una parodia del nome Gundam: le lettere in katakana ga (ガ?) e da (ダ?) nella traslitterazione del termine "Gundam" (ガンダム?, Gandamu) sono rispettivamente rimpiazzate dai caratteri ka (カ?) e ta (タ?), formando così "Kantam". È doppiato da Shinya Ohtaki

### Parenti dei personaggi

#### Ginnosuke Nohara
(Misae, rivolta ad Hiroshi)
Ginnosuke Nohara (野原 銀の介?, Nohara Ginnosuke) è il nonno di Shinnosuke. In Italia viene chiamato Gary Nohara (nome derivante dal doppiaggio britannico della serie) nel primo ciclo di trasmissione, mentre rimane quello originale nel secondo. Col nipote ha in comune i modi di fare, e spesso i due si muovono all'unisono. È sposato con Tsuru Nohara. È sempre in rivalità col nonno materno di Shin, Yoshiji Koyama. Non vive a Kasukabe, bensì nella prefettura di Akita, e quando arriva da solo nella città di Shin lo fa senza preavviso, apparendo dal nulla. Nonostante l'età e l'essere sposato, ama conquistare donne sui vent'anni. Egli guarda anche programmi televisivi con ragazze in bikini. A sottolineare il fatto che sia un pervertito, spesso indossa una felpa con un grande H. La H, in giapponese, rappresenta la parola ecchi o hentai. È doppiato in giapponese da Ginzō Matsuo (fino alla sua morte nel 2001) e da Chō (dal 2002 in poi, dall'episodio 429B), e in italiano da Sergio Tedesco (entrambi i cicli di trasmissione italiana).

#### Moeko Sakurada
Moeko Sakurada (桜田 もえ子?, Sakurada Moeko), in Italia chiamata Ruko nel primo ciclo di episodi, è la madre di Nene. Ha 28 anni ed è sposata. Ha un cattivo umore, ma cerca sempre di farsi vedere sempre tranquilla. Teme i Nohara, che lei definisce scrocconi, ed in particolare Shinnosuke, che la fa sempre arrabbiare. Quando Moeko è troppo arrabbiata, scarica la sua rabbia su di un grande coniglio di pezza bianco che porta il nome di dottor Yamamoto, colpendolo ferocemente. Anche la figlia spesso usa lo stesso metodo per scaricare la rabbia. È doppiata in giapponese da Shoko Saito (1ª voce) e Junko Hagimori (2ª voce) e in italiano da Alessandra Korompay (primo ciclo di trasmissione italiana, 2ª voce) e Gilberta Crispino (secondo ciclo di trasmissione italiana).

#### Keichi/Tigiuro Sotuodaogi
Jun'ichi Ishizaka (石坂 純一?, Ishizaka Jun'ichi) è il fidanzato, poi marito, della signorina Yoshinaga. In Italia compare in una manciata di episodi, nel 1° ciclo di trasmissione, dove il suo nome è Keichi, mentre appare più volte nel 2°, dove il suo nome è Tigiuro Sotuodaogi. Lui e Shin-chan vanno molto d'accordo e i due fanno spesso cose assieme. Rispetto alla moglie, infatti, Tigiuro considera Shinnosuke in modo più amichevole. Shin, nel primo ciclo di trasmissione italiana, non ricordava mai il suo nome e si riferiva a lui con parole simili al primo nome italiano (Keichi).
(Shinnosuke)
È doppiato da Naoki Bandō e Simone Crisari.

### Vicini di casa e amici

#### Keiko
Keiko Honda (本田 ケイコ?, Honda Keiko) è la migliore amica di Misae Nohara dalle scuole medie. Ha 29 anni. Le due parlano spesso insieme e fanno visita alle rispettive case molte volte (solo in episodi inediti in Italia).
È sposata con Satoshi Honda (本田 悟史?, Honda Satoshi) ed ha anche un figlio, Hitoshi Honda (本田 ひとし?, Honda Hitoshi).
In Italia mantiene il nome originale con la sola omissione del cognome. È doppiata da Minami Takayama.

#### Miyuki/Chitelascia Saccascia
Miyuki/Chitelascia Saccascia (Nanako Ōhara in originale) è una studentessa universitaria di 20 anni che vive a Kasukabe, stessa città del protagonista che, da quando l'ha vista, si è subito innamorato follemente di lei, nonostante i due siano solo amici. In Italia si è vista in un due episodi del primo ciclo di trasmissione (in queste occasioni chiamata Miyuki) e parecchie volte nel 2° ciclo di trasmissione (col nome Chitelascia Saccascia). Nanako sogna di diventare un'insegnante d'asilo. È doppiata da Sayuri.

#### Junko
Micchī Hatogaya (鳩ヶ谷 ミッチー?, Hatogaya Micchī) è la moglie di Kokushi. Viene chiamata Junko nel primo ciclo di trasmissione italiana, mentre il suo nome non viene detto nel secondo ciclo. I due si vogliano molto bene, scambiandosi frasi romantiche e dolci che fanno salire il colesterolo ai Nohara. I due si chiamano mio amato e mia amata tra di loro. Il più delle volte ha una maglia verde con un cuore a metà, che diventa intero se si unisce al suo amato, che ha la stessa maglietta ma opposta orizzontalmente. È doppiata in giapponese da Fumie Kusachi (1ª voce) e Makiko Ohmoto (2ª voce).

#### Kokushi
Yoshirin Hatogaya (鳩ヶ谷 ヨシりん?, Hatogaya Yoshirin) è il marito di Junko. Viene chiamato Kokushi nel primo ciclo di trasmissione italiana, mentre il suo nome non viene detto nel secondo ciclo. I due sposi si vogliono molto bene, scambiandosi frasi romantiche e dolci che fanno salire il colesterolo ai Nohara. I due si chiama mio amato e mia amata tra di loro. Il più volte ha una maglia verde con un cuore a metà, che diventa intero se si unisce alla sua amata, che ha la stessa maglietta ma opposta orizzontalmente. È doppiato da Daisuke Sakaguchi.

#### Fujita/Fokokomoto
La signora Kitamoto (北本?, Kitamoto) è la vicina di casa dei Nohara che si vede più spesso, nonché amica di Misae. È molto pettegola. Nell'edizione italiana viene chiamata Fujita nel primo ciclo di trasmissione e Fokokomoto nel secondo. È doppiata da Reiko Suzuki.

#### Bocciato Aquattroesami
Yonrō (四郎?, Yonrō) è uno dei nuovi vicini che i Nohara hanno una volta trasferiti in seguito all'esplosione della loro vecchia casa. In Italia appare solo nel secondo ciclo di trasmissione e viene chiamato Bocciato Aquattroesami. Yonrō è sovrappeso ed un po' timido, ma riesce a familiarizzare con i Nohara, tanto da cenare parecchie volte con loro. È stato bocciato tre volte all'esame di ammissione al college, e tutti pensano che non riuscirà a superare neanche il quarto esame (compresi i genitori, che gli hanno dato il nome che possiede in base a questo, nella versione italiana). Al contrario di ogni previsione, però, il ragazzo riesce a superare l'esame, anche grazie all'aiuto dei Nohara. Per comunicare con i Nohara e andare a casa loro usa un buco sulla parete. È doppiato da Paolo Vivio.

#### Vorreidatte Nazzannata
Ōya Nushiyo (大家 主代?, Nushiyo Ōya) è la proprietaria del condominio dove i Nohara vanno ad abitare in seguito all'esplosione della loro vecchia casa. In Italia appare solo nel secondo ciclo di trasmissione e viene chiamata Vorreidatte Nazzannata. Suo marito e la loro figlia di tre anni morirono in un incidente stradale, 30 anni prima dell'inizio della serie.

### Altri

#### Kawamura
Yasuo Kawamura (河村 やすお?, Kawamura Yasuo), in Italia solo Kawamura, è un bambino della classe della signorina Ume Matsuzaka, la "classe delle rose" (ばら組?, bara kumi), che appare spesso durante la serie. È un bullo e va sempre in giro con altri due amici: Hitoshi (ひとし?, Hitoshi) e Terunobu (てるのぶ?, Terunobu). Il suo soprannome è ghepardo. È sempre vestito con una maglietta raffigurante la pelle di leopardo ed in Italia parla coi verbi all'infinito (esempio "Kawamura volere imparare...."). Nonostante sia un duro, sa anche essere gentile, ed in un'occasione lo dimostra aiutando Masao, facendogli capire di non essere persona incapace. Nella versione originale ci si riferisce a lui col suffisso kun, non utilizzato nell'edizione italiana. È doppiato da Tomoko Ōtsuka.

#### Maialino
Buriburizaemon (ぶりぶりざえもん?, Buriburizaemon) è un maialino parlante con un'identità sempre diversa in ogni episodio che appare, che Shinnosuke riconosce sempre. Nel primo ciclo di trasmissione italiana compare in un solo episodio e il suo nome non viene pronunciato in quell'occasione, mentre nel secondo diventa un personaggio ricorrente e prende il nome Maialino. Sa parlare diverse lingue e dialetti. Una gag ricorrente del personaggio durante degli scontri è quella di passare sempre dalla parte dei più forti, tradendo i compagni con cui era stato fino a quel momento o rivelando che era alleato con i più potenti fin dall'inizio. È sempre vestito con un pantalone viola e porta sempre con sé una katana di legno con manico rosso. È doppiato da Kaneto Shiozawa e da Roberto Stocchi (secondo ciclo di trasmissione italiana).

#### Shinobu Kandadori
Shinobu Kandadori (神田鳥 忍?, Kandadori Shinobu) è la coinquilina e compagna di scuola di Nanako Ōhara. È una lottatrice professionista di wrestling giapponese presso l'università di Kasukabe. In Italia, Shinobu è apparsa in un solo episodio del 1° ciclo di trasmissione ed in diverse puntate del 2° ciclo. Durante la sua apparizione nel 1° ciclo viene chiamata Ianagi. Il nome originale del personaggio è basato su quello di una vera lottatrice professionista giapponese, Shinobu Kandori.